# Hannah Hauxwell

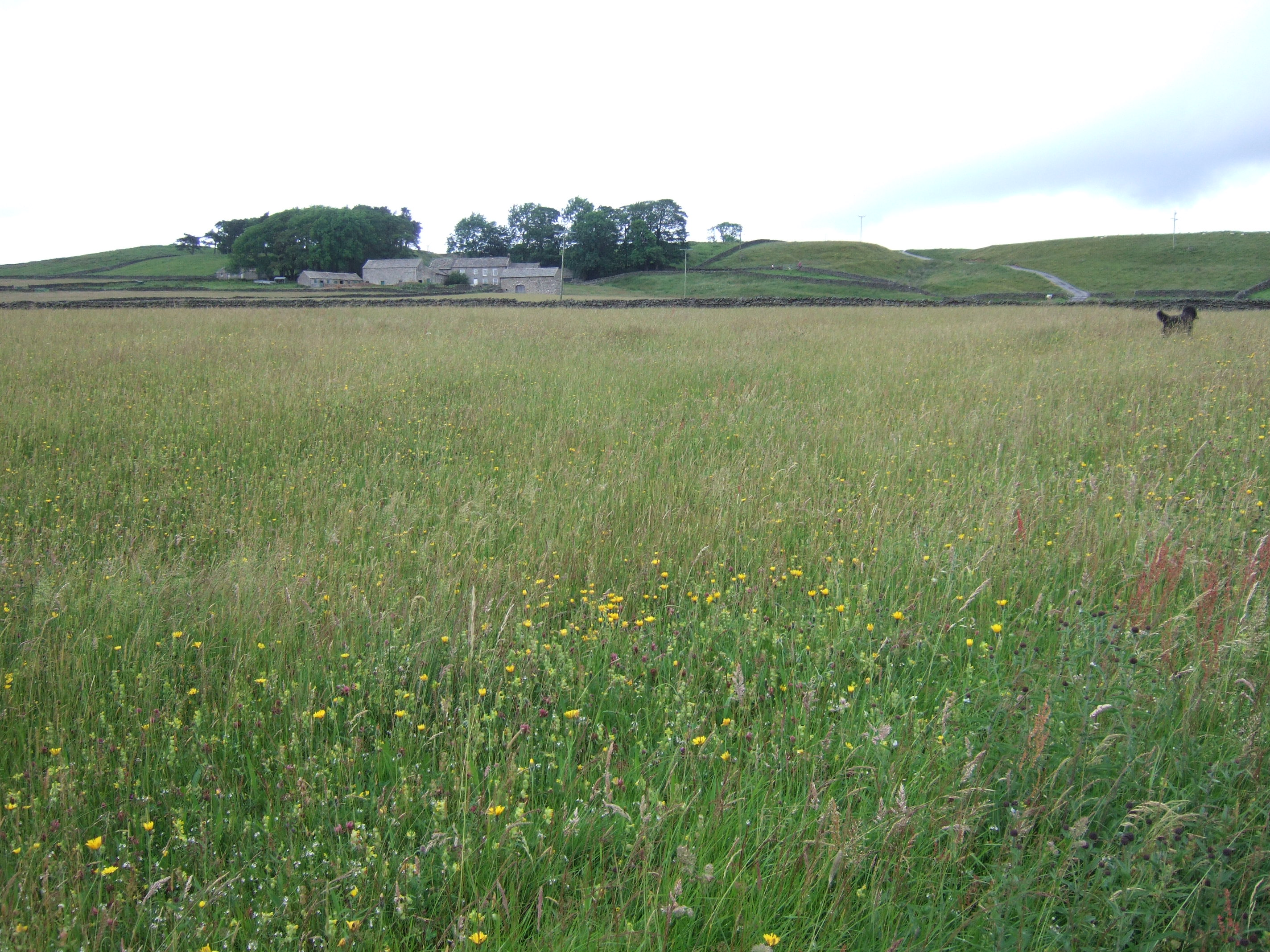
High Birk Hatt, waar Hauxwells buren woonden

Hannah Bayles Tallentire Hauxwell (Sleetburn (Barnard Castle), 1 augustus 1926 – West Auckland, 30 januari 2018) was een Britse landbouwer die de boerderij Low Birk Hatt in de vallei Baldersdale bezat, ten noorden van het stadje Barnard Castle, dat heden ten dage in het graafschap Durham ligt. De armzalige omstandigheden van haar leven op deze afgelegen locatie vormden in 1973 het onderwerp van de ITV-film Too Long a Winter, geregisseerd door documentairemaker Barry Cockcroft. Deze film maakte haar tot een beroemdheid en hielp haar uit de armoede. In 1989 publiceerde ze haar memoires en in de jaren 90 volgden nog andere boeken van haar hand, die ze met Cockcrofts hulp geschreven had. Het harde werk op de boerderij werd haar uiteindelijk te veel, en vanaf 1988 woonde ze in Cotherstone. Hauxwell was tot haar vijfenzestigste nooit in het buitenland geweest. ITV zond twee televisieseries uit waarin haar reizen door Europa en de Verenigde Staten werden gevolgd. Zij overleed op 91-jarige leeftijd in een verzorgingstehuis in West Auckland.
Naar Hannah Hauxwell is in 1991 een rozencultivar genoemd. Op het landgoed bij haar gewezen boerderij bevindt zich het natuurgebied Hannah's Meadow; dit is wegens de zeldzame flora die er voorkomt geclassificeerd als Site of Special Scientific Interest.

## Levensloop

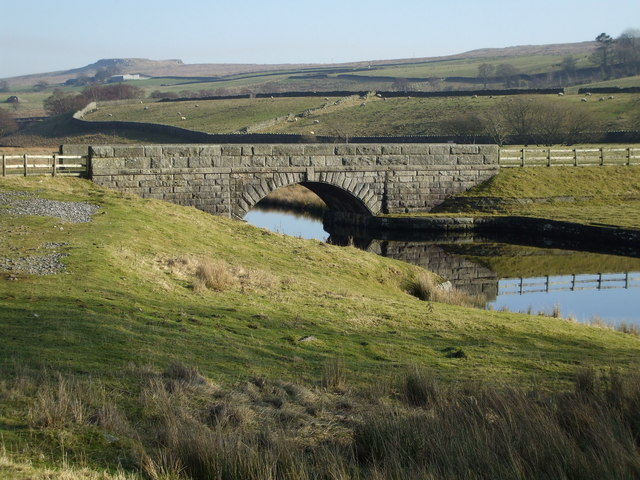
Brug over Blackton Reservoir, waar Hauxwell water placht te halen

Hannah Hauxwell was het enige kind van William Bayles Hauxwell (1896-1933) en Lydia Sayer Tallentire (1892-1958). Ze werd op de boerderij Sleetburn geboren, die eigendom van een zekere William Hutchinson was. Vervolgens verhuisde het gezin naar Low Birk Hatt aan het westelijke uiteinde van het stuwmeer Blackton Reservoir. Haar vader overleed toen ze zeven was, waarop haar oom Thomas de leiding over de boerderij overnam. Ze liep school in de lokale Baldersdale School, die verbonden was aan de methodistische kapel, en verliet de school op haar veertiende. Haar moeder stierf in 1958 en haar oom Thomas in 1961; daarop werd Hannah de bazin van de boerderij. Zij heeft nooit huwelijksplannen gehad. In de loop van de twintigste eeuw is Baldersdale geleidelijk ontvolkt: door de uitbreiding van Baldersdale Reservoir verdwenen boerderijen onder water en de inwoners van de vallei verhuisden in toenemende mate naar het nabijgelegen Barnard Castle en Darlington. Door een aanpassing van de graafschapsgrenzen kwam dit deel van de Yorkshire Moors in Durham te liggen.
Hauxwell beheerde haar boerderij op traditionele wijze. Eenmaal per jaar oogstte ze het hooi en verkocht ze een kalf aan de veemarkt van Barnard Castle. Ze bezat steeds slechts een vijftal koeien, waarvan Rosa haar favoriet was. Ze was gehecht aan deze dieren en beschouwde ze als haar gezin. Haar afgelegen boerderij had noch elektriciteit, noch stromend water; ze had geen telefoon en stookte met kolen. Haar drinkwater haalde ze uit het stuwmeer. Zij overleefde, naargelang de opbrengst van het verkochte kalf, op een inkomen van ongeveer tweehonderdtachtig pond sterling per jaar. Na Cockcrofts documentaire stuurden de kijkers haar geld en giften toe, maar Hauxwell veranderde haar levensstijl niet. Ze gooide nooit iets weg en stouwde haar boerderij vol kartonnen dozen en winkeltassen. Ze werd in 1977 uitgenodigd op de vergadering Women of the Year en reisde daartoe voor het eerst in haar leven naar Londen, hetgeen het onderwerp van de film Hannah Goes to Town vormde.
Zestien jaar na Too Long a Winter besloot Hauxwell dat de lichamelijke belasting haar te zwaar werd. Ze verkocht Low Birk Hatt aan het echtpaar Dant en kocht een rijhuisje in het nabijgelegen dorp Cotherstone. Deze verhuizing vormde het onderwerp van een derde documentairefilm, getiteld A Winter Too Many, die kijkcijfers van ruim zes miljoen behaalde. Haar autobiografie Seasons of My Life werd in 1989 een bestseller.
Nu ze relatief rijk was geworden, kreeg ze zin om op reis te gaan. Cockcroft en zijn cameraploeg volgden haar op haar vakantie door Frankrijk, Duitsland, Oostenrijk, Zwitserland en Italië, waarna ze met de Oriënt-Express terugkeerde. Deze reis werd in 1992 door ITV als serie uitgezonden onder de titel Innocent Abroad, een verwijzing naar de roman The Innocents Abroad van Mark Twain. Twee jaar later bezocht ze de Verenigde Staten, wat het onderwerp van de serie Hannah in America werd.
Om emotionele redenen is Hauxwell na de verkoop nooit meer naar Low Birk Hatt teruggekeerd. Van haar lievelingskoe Rosa wilde ze niet scheiden, en ze kocht een stukje weide waar het dier zijn oude dag kon slijten. In haar laatste jaren sprak ze nog cassettes met de audioversie van haar boeken in. Ze bleef tot twee jaar voor haar dood in Cotherstone wonen.
Hauxwell bezat het grootste gedeelte van haar leven geen televisie; ze las veel en sprak in gestileerde, ietwat literaire volzinnen. Volgens Cockcroft was Hauxwells beroemdheid lastig te verklaren: er is geen rationele reden waarom miljoenen mensen zouden kijken naar een documentaire over een oude vrouw die haar boerderij verkoopt. Hij schreef haar populariteit toe aan een soort naïeve eerlijkheid die ze uitstraalde en aan haar beleefdheid en rechtvaardigheidsgevoel.
Door haar primitieve landbouwmethode, waarbij ze het gras slechts eenmaal per jaar maaide, kwamen op haar landerijen planten voor die elders schaars waren geworden, waaronder de gewone addertong, de gelobde maanvaren en de groene nachtorchis. De Durham Wildlife Trust verklaarde een deel van de weidegrond tot speciale behoudszone.

### Too Long a Winter

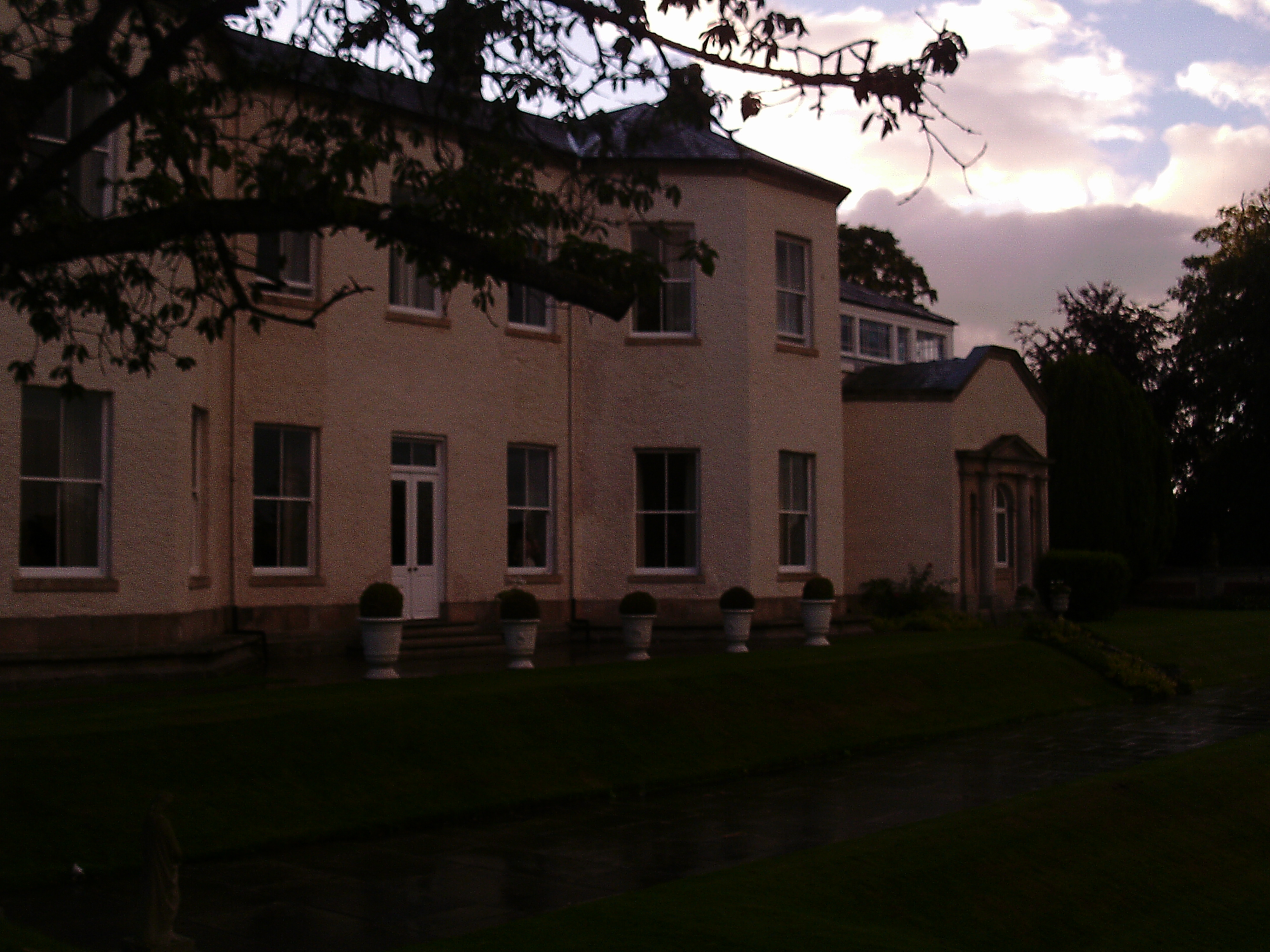
Lartington Hall, destijds eigendom van Olive Field

Barry Cockcroft werkte in 1972 aan een documentairereeks onder de titel The Hard Life voor het toenmalige Yorkshire Television. Deze reeks zou het leven van landbouwersgezinnen in de Yorkshire Dales behandelen. Een van zijn collega’s had van het bestaan van Hannah Hauxwell gehoord, waarna Cockcroft naar haar op zoek ging. De documentairefilm Too Long a Winter was slechts gedeeltelijk aan haar gewijd: het onderwerp was het rurale leven in Teesdale, en de film concentreerde zich eveneens op het gezin Bainbridge en de dame van Lartington Hall, Olive Field. Cameraman Mostafa Hammuri volgde Hauxwell bij haar dagelijkse bezigheden, zoals water halen uit het bevroren stuwmeer en het vee door de sneeuw jagen. Hauxwell sprak onder andere over hoe ze de eindjes aan elkaar knoopte en aan haar boodschappen kwam, en speelde op een oud orgel in haar woonkamer. De film eindigde met het oogstfeest in Lartington Hall, waarop Hauxwell was uitgenodigd en op zichzelf bleef zitten terwijl de andere gegadigden dansten.
Too Long a Winter werd op 30 januari 1973 om half elf ’s avonds uitgezonden en door circa vijf miljoen mensen bekeken. De film had onverwachts een grote impact, en Hauxwell was de ster van het programma: kijkers stuurden haar in groten getale cheques en giften toe, die ze aanvankelijk met tegenzin aanvaardde. Sommigen zochten haar persoonlijk op, waaronder een groep kijkers uit Zwitserland. De documentaire werd tevens in Zweden en Noorwegen uitgezonden, alsook in Nederland, waar eveneens geschenken naar het televisiestation werden verstuurd. Enkele maanden later werd Hauxwell per helikopter naar een persconferentie in Leeds overgebracht: ze was een vedette geworden. De documentaire ging vergezeld van Cockcrofts goed verkopende boek Hannah in Yorkshire.

### Hannah Goes to Town
In 1977 werd Hauxwell uitgenodigd op de jaarlijkse Women of the Year Lunch. De filmploeg volgde haar bij de aankoop van een nieuwe jurk, tijdens de treinreis naar Londen en bij haar onwennige omgang met het metrosysteem. Ze verbleef in het Hotel Savoy en maakte een wandeling door Soho, opmerkend dat de vele seksshops haar niet stoorden. Hauxwell werd aan de hertogin van Gloucester voorgesteld en ontmoette Odette Hallowes, die ze sterk bewonderde.
Tijdens een kort interview op haar hotelkamer legde ze uit dat ze geheelonthouder was omdat verschillende leden van haar familie een drankprobleem hadden gehad en ze niet het risico wilde lopen alcoholist te worden. Ook verklaarde ze dat Londen in haar ogen een slechte plek was om onbemiddeld en alleen te zijn en dat daklozen in de hoofdstad veel eenzamer moesten zijn dan zij in de Yorkshire Dales ooit was geweest. Aan het eind van de film keerde ze terug naar Baldersdale.

### A Winter Too Many

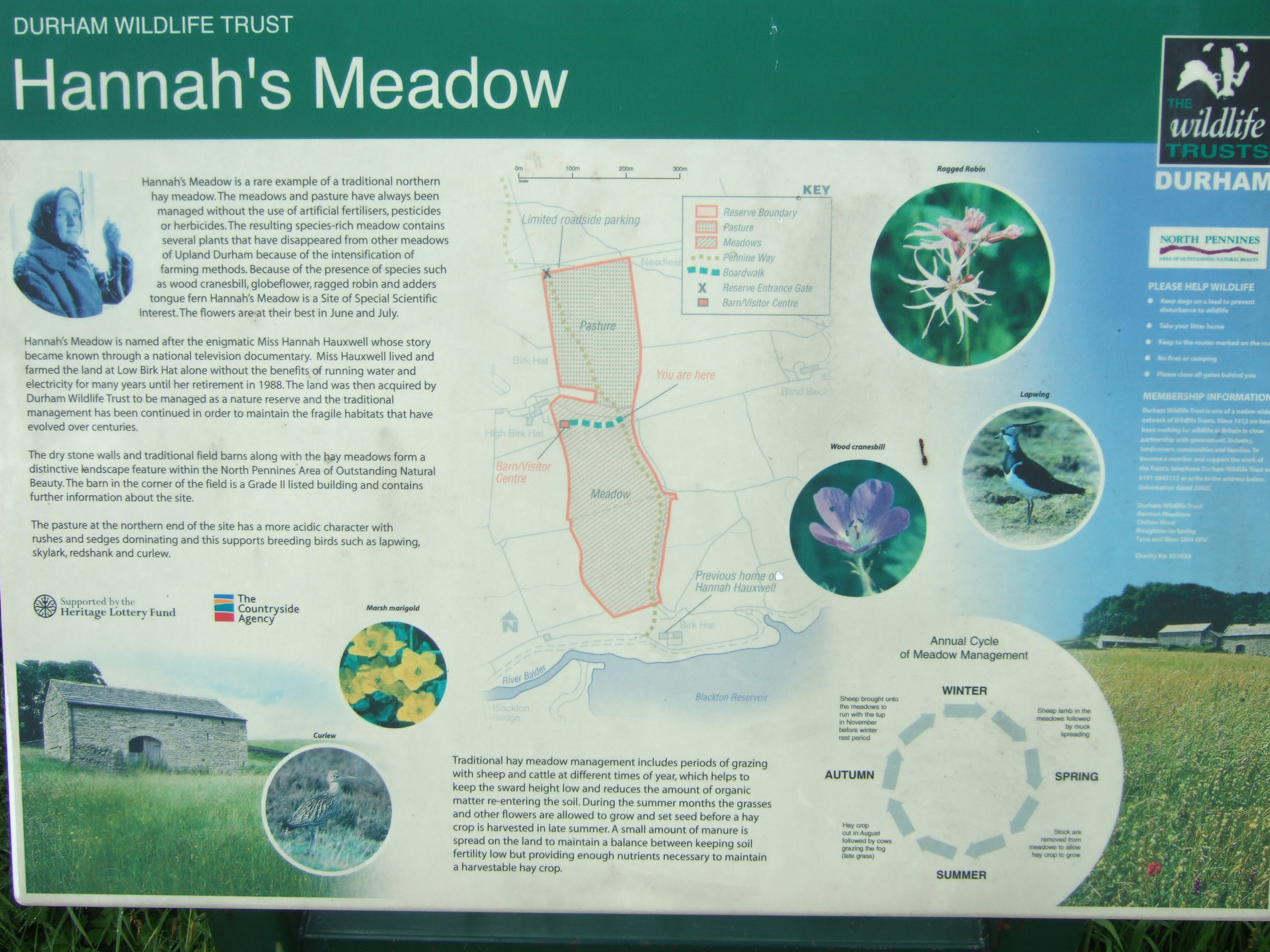
Hannah’s Meadow is eigendom van het graafschap Durham.

A Winter Too Many, uitgezonden in oktober 1989, volgt Hauxwells vertrek uit Low Birk Hatt. De winter van 1987-1988 was de laatste die ze fysiek nog kon verdragen; noodgedwongen liet ze haar huis taxeren, iets wat ze steeds had uitgesteld. Hauxwell stuitte op een cottage in Cotherstone, het dichtstbijzijnde dorpje, en besloot deze te kopen. De film toont de openbare veiling van haar meubilair en hoe ze met pijn in het hart haar boerderij verlaat. In haar nieuwe woning leert ze om te gaan met boilers en centrale verwarming. Ook dit huis vult ze met geleidelijk met allerhande snuisterijen en souvenirs.
De identiteit van de nieuwe eigenaars werd destijds niet bekendgemaakt. Low Birk Hatt werd volkomen gemoderniseerd door het echtpaar dat er zijn intrek had genomen. Robin en Anne Dent fokten er hun eigen runderras, ‘Baldersdale Belties’, en boden de boerderij in 2016 te koop aan.

### Innocent Abroad
Hauxwell, die nog nooit verder dan Londen was gereisd, maakte in 1991 plannen voor haar eerste vakantie in het buitenland. Hiertoe volgde ze grotendeels hetzelfde traject als Jemima Morrell, een alleenstaande vrouw uit Yorkshire die in de 19de eeuw met Thomas Cook op excursie was geweest. Hauxwell moest haar eerste paspoort en een nieuwe garderobe aanschaffen. De serie Innocent Abroad volgde haar reis door Parijs, waar ze zich ondanks haar hoogtevrees op de eerste etage van de Eiffeltoren waagde. Vervolgens maakte ze een boottocht over de Rijn en raakte bevriend met een bejaarde Duitse dame, ofschoon Hauxwell geen Duits sprak en mevrouw Schneider geen Engels. Vervolgens ging het naar de Mer de Glace en Chamonix, waar ze minder enthousiast over was, gezien haar jarenlange afkeer van sneeuw. Interlaken beviel haar beter.
In Oostenrijk bezocht ze Salzburg tijdens het festivaljaar naar aanleiding van het tweehonderdjarige overlijden van Wolfgang Amadeus Mozart. Ze ging hier tevens naar Schloss Hellbrunn. Als groot liefhebber van de walsen van Johann Strauss jr. ging ze vervolgens naar Wenen, waar ze zichzelf tot een ritje op het Praterreuzenrad dwong. Nadien ging de reis verder naar Italië. Hauxwell bezocht onder andere Pisa en Siena, waar ze een twistgesprek over dierenrechten voerde. Via Rome ging ze verder naar Napels. De ruïnes van Pompeï vond ze een aangename verrassing. In Venetië herkende een groep fans haar. Aan het eind van de reeks reisde Hauxwell terug met de Oriënt-Express, alvorens het Kanaal over te steken en naar Cotherstone terug te keren.
Mostafa Hammuri was de vaste cameraman voor deze serie. Kathy Rooney voerde de meeste gesprekken met Hauxwell en transcribeerde ze.

### Hannah in America
Hannah in America dateert uit 1993 en is het reisverslag van Hauxwells vakantie in de Verenigde Staten. Aan geld had ze inmiddels geen gebrek meer; ze reisde vanuit Southampton naar New York met de QE2. Aan boord gaf ze een presentatie met signeersessie. In New York verbleef ze in het Plaza Hotel en bezocht ze Trump Tower. In Lancaster County ontmoette ze de Amish en dineerde ze bij een Amishgezin. Vervolgens bezocht ze het slagveld van Gettysburg en het Witte Huis.
In Virginia ging Hauxwell naar het openluchtmuseum Colonial Williamsburg. In Richmond bezocht ze het huis van Jefferson Davis. Haar treinreis met Amtrak naar New Orleans was voor haar een bijzonder slechte ervaring.
In Louisiana maakte ze kennis met de Cajuncultuur. Vervolgens bezocht ze het Space Center Houston, waar ze een stukje maanrots aanraakte dat door de Apollo 17 was meegebracht. Ze woonde nog een rodeo in Bandera bij en beëindigde haar vakantie in Dallas. Aangezien de QE2 nog twee weken nodig zou hebben om in New York aan te komen, liet ze zich overreden voor de eerste keer een vliegtuig te nemen. Met British Airways keerde ze terug naar huis.
Hannah in America was het laatste televisieprogramma dat aan Hauxwell werd gewijd. Ook deze reeks werd door Barry Cockroft geregisseerd, met Mostafa Hammuri als cameraman.
Meerdere kranten en de BBC besteedden aandacht aan Hauxwells overlijden. Haar gewezen buurman stelde dat Hauxwell een van de laatste vertegenwoordigers van een generatie Engelse vrouwen uit de Dales was geweest die in zware omstandigheden aan hun lot waren overgelaten; door haar was een weinig bekend aspect van het leven in het Verenigd Koninkrijk in de belangstelling gekomen.

## Films en series
- 1973: Too Long a Winter
- 1977: Hannah Goes to Town
- 1989: A Winter Too Many
- 1991: Innocent Abroad
- 1993: Hannah in America

## Boeken[18]
- 1973: Hannah in Yorkshire (door Barry Cockcroft)
- 1989: Seasons of My Life
- 1991: Daughter of the Dales
- 1991: Hannah. The Complete Story (omnibusuitgave van Seasons of My Life en Daughter of the Dales, met fotomateriaal)
- 1991: Innocent Abroad. The Travels of Miss Hannah Hauxwell
- 1993: Hannah’s North Country
- 1993: Hannah in America

## Over Hannah Hauxwell
- 2008: Hannah Hauxwell. 80 Years in the Dales (door W. R. Mitchell)

- International Standard Name Identifier: 0000 0001 0991 3269
- Library of Congress Control Number: n90718146
- Système universitaire de documentation: 056796595
- Virtual International Authority File: 77948132
- WorldCat: E39PBJjCPJktwXWrVY7CHf9hpP